# Anonymass
anonymass（アノニマス）は、日本の音楽ユニット。ユニット名はanonymous（匿名）とmass（集まり）を混ぜた造語。2003年に結成。

## メンバー

### 現在のメンバー
- チェロ：徳澤 青弦（とくざわ せいげん、1976年12月14日 -  ）
- ユーフォニアム：権藤 知彦（ごんどう ともひこ、1967年9月11日 - ）
- キーボード：山本 哲也（やまもと てつや）

### 旧メンバー
- ヴォーカル：神田 智子（かんだ ともこ）　『くるり鶏びゅ～と』を最後に脱退。

## 概要
権藤と山本が中心となって結成されたAnonymous Loungeが前身。その後、徳澤と神田が参加しanonymassとなる。メンバーそれぞれが、さまざまなアーティストのレコーディングやライヴに参加しており、CM、映画音楽などの楽曲提供やバンド・プロデュースなども手掛けている。

## ディスコグラフィ

### アルバム
- opus01（2003年）
- harusame（2004年）
- Little Travelers in Wild Pajamas（2005年）
- anonymoss（2008年）　YMO結成三十年を祝し制作されたカバー・アルバム。YMOメンバーにも絶賛されたという。

### 参加コンピレーション・トリビュート盤
- toupee or not toupee?
  - 楽曲『DITA』に参加。Anonymous Lounge時代の発売。
- シネマサウンドトラック -間-
  - 『何もないのに』に参加。
- ドレミでうたおう（2004年）
  - 『Be flat』に参加。
- 高田渡「石」トリビュート（2006年）
  - 高田渡トリビュート・アルバム。
  - 『丘を越えて』のカバーに参加。
- PENGUIN CAFE ORCHESTRA - tribute-（2007年）
  - PENGUIN CAFE ORCHESTRAトリビュート・アルバム。
  - 『Simon's Dream』のカバーに参加。
- くるり鶏びゅ～と（2009年）
  - くるりトリビュート・アルバム。
  - 『赤い電車』のカバーに参加。
- 高野寛 ソングブック～TRIBUTE TO HIROSHI TAKANO～（2014年）
  - 高野寛トリビュート・アルバム。
  - anonymassメンバーに湯川潮音が加わった『anonymass with 湯川潮音』名義で、『オレンジ・ジュース・ブルース』のカバーに参加。

## 楽曲提供
- 小林賢太郎プロデュース公演
  - 『good day house』
  - 『Sweet7』
- Xbox用ゲームソフト『ファントムクラッシュ』
- 文化庁メディア芸術祭開催告知CM
- 短編映画「机上の空論」
- キユーピー ノンオイルの香味ゆずドレッシングCM
- セコム ホームセキュリティーCM
- 松下電器 企業CM
- NTT西日本 企業CM
- docomo F906i 携帯CM